# Grahamisia gastra
Grahamisia gastra är en stekelart som beskrevs av Sureshan och T.C. Narendran 2004. Grahamisia gastra ingår i släktet Grahamisia och familjen puppglanssteklar.
Artens utbredningsområde är Sri Lanka. Inga underarter finns listade i Catalogue of Life.